# DSO Prachaticko
DSO Prachaticko je založen jako dobrovolný svazek obcí dle zákona o obcích (§ 49 zákona 128/2000 Sb.) v okresu Prachatice, jeho sídlem jsou Prachatice. Sdružuje celkem 8 obcí a byl založen v roce 2002.

## Cíle
1. Svazek obcí vyvíjí činnost směřující k řešení společné problematiky svých členů, zejména
  - zajištění trvalé obyvatelnosti regionu,
  - koordinaci významných investičních akcí v zájmovém území,
  - zajištění územní plánovací dokumentace regionu,
  - financování rozvojových programů,
  - sjednocení zájmů místních samospráv ve vztahu ke státní správě všech stupňů,
  - zastupování členských obcí při jednáních s třetími osobami ve společných věcech,
  - napomáhat rozvoji podnikání v regionu s cílem vytvoření nových pracovních míst a zvýšení zaměstnanosti,
  - propagovat svazek obcí a jeho zájmové oblasti,
  - vytvářet, spravovat a zmnožovat společný majetek svazku obcí.
2. Činnost svazku obcí je vymezena v oblastech komunálních potřeb, a to zejména
  - rozvoji bytové výstavby,
  - rozvoje cestovního ruchu, turistiky, kulturního života a regionálních tradic,
  - ochrana kulturního dědictví a významných krajinných prvků,
  - spolupráce při řešení dopravní obslužnosti regionu,
  - zajištění ekologické stability a životního prostředí,
  - společná péče o životní prostředí
  - vytváření podmínek pro rozvoj zdravotnictví a sociálních služeb, školství a vzdělávání,
  - řešení sociální problematiky jednotlivců a skupin,
  - navazovat zahraniční spolupráci a kontakty.

## Obce sdružené v mikroregionu
- Husinec
- Chroboly
- Ktiš
- Nebahovy
- Prachatice
- Záblatí
- Zábrdí
- Žernovice